# HELLÖ

Logo

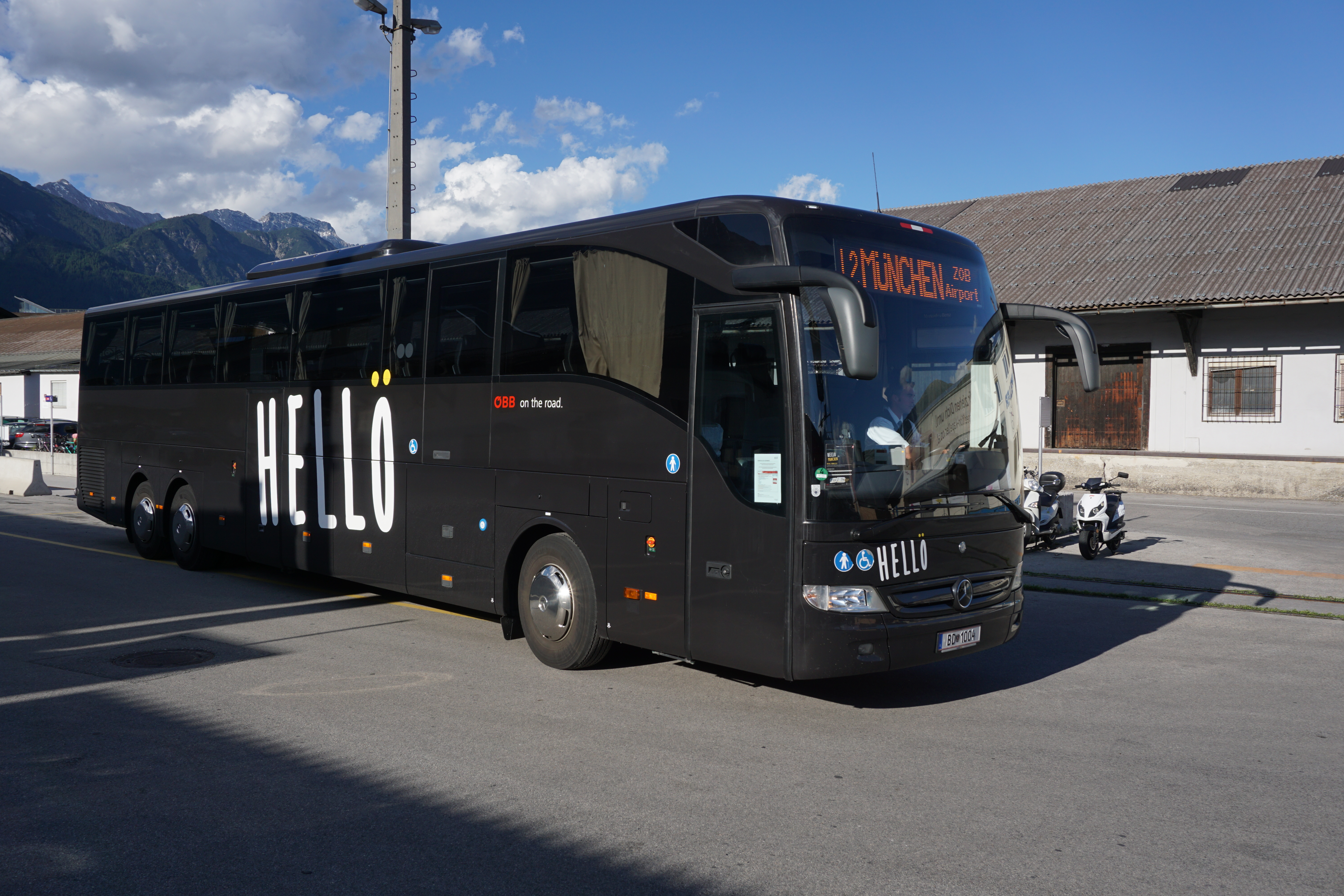
Mercedes-Benz Tourismo 17 RHD (Verladestelle Innsbruck Hauptbahnhof)

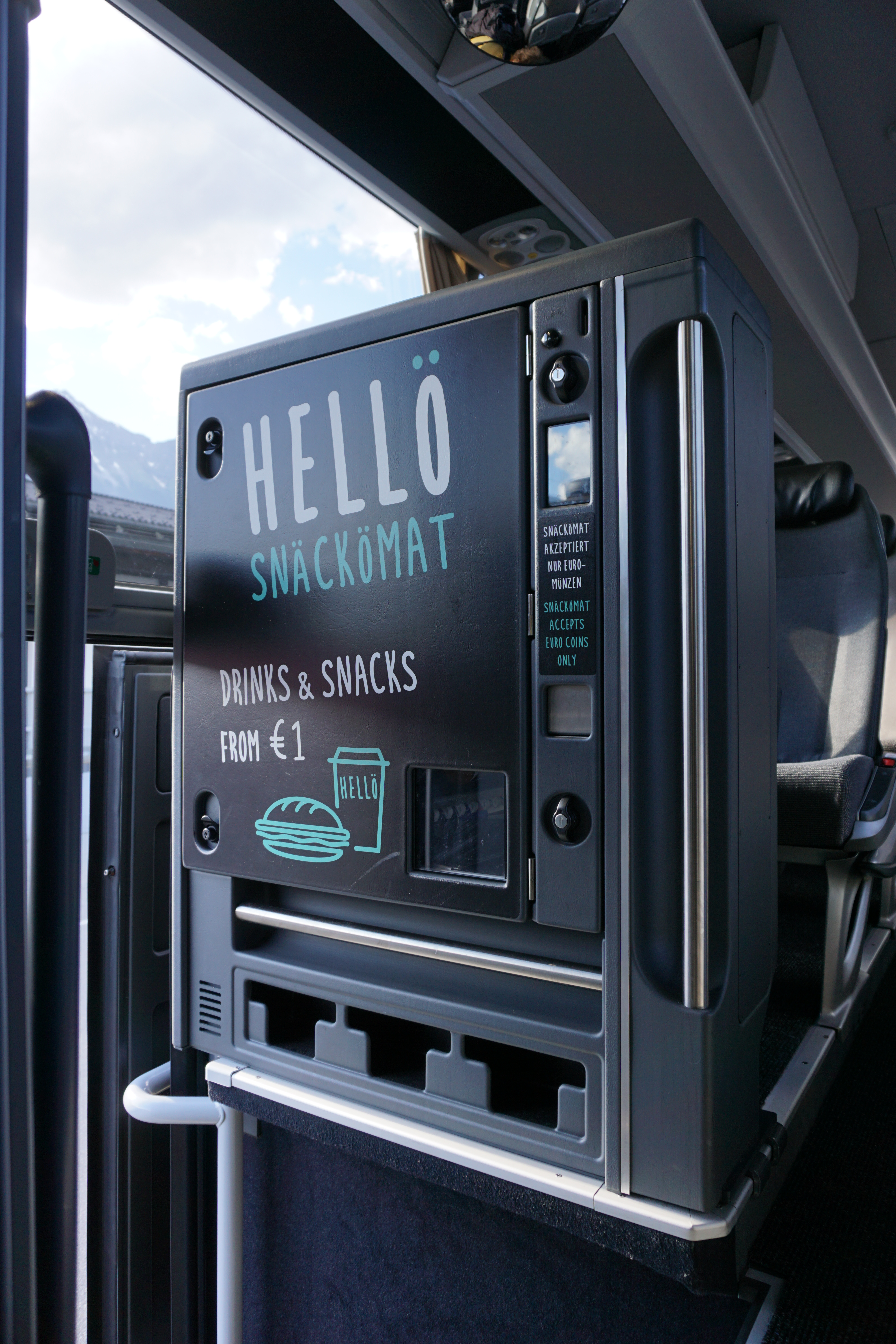
Snäckömat

HELLÖ war eine 2016 gegründete österreichische Fernbus-Marke der ÖBB-Fernbus GmbH.
Ursprünglich war diese eine Tochter der ÖBB-Personenverkehr AG (90 %) und der ÖBB-Postbus GmbH (10 %) mit Sitz im Wiener Hauptbahnhof und wurde im Mai 2017 vom deutschen Fernbusunternehmen Flixmobility übernommen. Mit 1. August 2017 wurde das Angebot von HELLÖ in jenes von Flixmobility integriert, die Busse wurden schrittweise ins Design der Flixmobility-Marke Flixbus umlackiert.
Die Busse von HELLÖ verkehrten seit dem 14. Juli 2016. Fahrten fanden ins Ausland (Italien, Deutschland, Tschechien, Slowenien, Ungarn, Slowakei, Kroatien sowie Bosnien und Herzegowina) statt. HELLÖ verkehrte vom Vorplatz des Wiener Hauptbahnhofes (Busbahnhof Wiedner Gürtel). Nach Plänen der ÖBB-Infrastruktur AG wurde das Netz zum 1. Februar 2017 ausgebaut und zusätzliche Linien sowie Fernbushaltestellen eingerichtet. In den ersten zweieinhalb Monaten legten die Busse von HELLÖ insgesamt 1,5 Millionen Kilometer zurück.
Am 22. Mai 2017 gaben die ÖBB und die Flixmobility bekannt, dass das deutsche Unternehmen den österreichischen Fernbusbetreiber gekauft hat und dessen Liniengeschäft ab August 2017 übernimmt. Die Firma übernahm die Marke, das Streckennetz, Know-how sowie insgesamt 28 Busse. Das österreichische Busunternehmen Blaguss, das seit 2014 als Partnerunternehmen für Flixbus tätig ist, sollte den operativen Betrieb der Linien übernehmen, da Flixbus keine eigenen Busse besitzt. Die 70 Buslenker wurden nach Angaben der ÖBB von ÖBB-Postbus und Blaguss übernommen.
Zum Einsatz kamen 28 Stück Mercedes-Benz Tourismo 17 RHD mit einer Leistung von 315 kW (422 PS), einem 8-Gang Powershift-Getriebe sowie einem Hublift zum Einladen von Rollstühlen.